# Ubla (dopływ Oskoła)
Ubla (także: Ubla-Gniłaja, Udaja Gniłaja, Gniłaja) (ros. Убля) – rzeka w obwodach kurskim i biełgorodzkim, w zachodniej Rosji, lewy dopływ Oskoła.
Długość rzeki wynosi 51 km, a powierzchnia dorzecza to 813 km².
Źródło cieku znajduje się w północno-wschodniej części osady Somowka w rejonie gorszeczeńskim obwodu kurskiego, zaś ujście we wsi Anpiłowka w rejonie starooskolskim obwodu biełgorodzkiego.
Miejscowości nad rzeką Ubla: Somowka, Sosnowka, Wierchnije Borki, Niżnije Borki, Bołoto, Mokrieckije Wysiełki, Wisłoje, Fiodorowka, Tieriechowo, Boczarowka, Czumaki, Kotowo (tama), Iliny, Worotnikowo (tama), Nieznamowo, Anpiłowka.
Na Uble we Worotnikowie (około 500 m od przystanku tramwajowego) znajduje się plaża miejska.